# ايدا كور
ايدا كور (بالدنماركية: Ida Corr)‏ مواليد (14 مارس 1977 في آرهوس ، الدنمارك) مغنية، شاعرة و منتجة موسيقى دانماركية، انطلقت مسيرتها في 2005 مع أول ألبوم لها شارع المغنية. بعد تقديم أغنية خاصة ل ايف ايرث بدأت شعبيتها خارج الوطن من أجل زيادة , وقد لعبت المرآة أغنية 7.7.07 في الأرض الحية في سبع دقائق بالضبط بعد ساعة السابعة من اليوم السابع من الشهر السابع من عام 2007.
الأنطلاقة الثانية جاءت بعد ذلك مع أغنية اسمحوا لي التفكير في الأمر ، وذلك بالتعاون مع دي جي فيد لو غراند , كان هذا هو الأفضل مبيعا واحد خارج الدنمارك من مغنية الدانماركية

## الألبومات
- 2005: Streetdiva
- 2006: Robosoul
- 2008: One
- 2009: Under The Sun

### الأغاني
- 2005 U make Me Wanna (Deense radiosingle)
- 2005 Make Them Beg (Deense radiosingle)
- 2005 Country Girl (Deense radiosingle)
- 2006 Late Night Bimbo (Deense radiosingle)
- 2006 Lonely Girl (Deense radiosingle)
- 2007 Let Me Think About It
- 2008 Ride My Tempo
- 2009 Time (Deense radiosingle)
- 2009 I Want You
- 2009 Under The Sun (feat. شاغي)

## روابط خارجية
- ايدا كور على موقع ميوزك برينز (الإنجليزية)
- ايدا كور على موقع أول ميوزيك (الإنجليزية)
- ايدا كور على موقع ديسكوغز (الإنجليزية)